# Ardahan (prowincja)
Ardahan (tur. Ardahan ili) – jedna z 81 prowincji Turcji, znajdująca się w północno-wschodniej części kraju.
Od zachodu graniczy z prowincją Artvin, od południowego zachodu z prowincją Erzurum, od południa z prowincjami Kars, a od północy z Gruzją.
Władzę w prowincji sprawuje deputowany przez turecki rząd.
Powierzchnia prowincji to 5495 km². Liczba ludności zgodnie z danymi z 2021 roku wynosi 94 932, a gęstość zaludnienia 17,0 osób/km². Stolicą prowincji jest Ardahan.

## Etymologia
Historyczne nazwy prowincji to Ардаган (Ardagan, po rosyjsku), არტაანი (Artaani, po gruzińsku) i Արդահան (Ardahan po ormiańsku).

## Podział administracyjny
Prowincja Ardahan dzieli się na sześć dystryktów. Są to:
- Ardahan
- Çıldır
- Damal
- Göle
- Hanak
- Posof